# Matebian
O Monte Matebian (também chamado Mata Bia, Maté Bian, Gunung Boica, Gunung Mata Bia, Gunung Matabai, Meme Malabia, Malobu, Gunung Matebeanfeto), que significa montanha das almas, é uma montanha de Timor-Leste, com 2316 m de altitude e 2022 m de proeminência topográfica, embora surja também listado como tendo 2372 m de altitude
Os timorenses consideram esta montanha sagrada, pois vêem-na como a residência dos espíritos dos seus antepassados e pais antigos.
As forças japonesas, que ocuparam Timor durante a Segunda Guerra Mundial, criaram um vasto sistema de cavernas e túneis na área para os seus acampamentos e arsenais, e mataram muitas pessoas. Os indonésios fizeram o mesmo: a montanha e seus arredores foram o último grande centro de resistência da FALINTIL (como base de apoio). Depois da invasão indonésia, em 1975, cerca de 20.000 timorenses refugiaram-se no Matebian. Em 1977 civis evacuados de vários sítios foram relocalizados em novas aldeias ao redor do Matebian de acordo com a sua origem. Em 1979 houve um massacre na zona perpetrado por forças indonésias.